# Нижнесуэтукский сельсовет
Нижнесуэтукский сельсовет - сельское поселение в Ермаковском районе Красноярского края.
Административный центр - село Нижний Суэтук.

## Население
| 2010 | 2012 | 2013 | 2014 | 2015 | 2016 | 2017 |
| ---- | ---- | ---- | ---- | ---- | ---- | ---- |
| 871  | ↘851 | ↗853 | ↗856 | ↘826 | ↗830 | ↘826 |

## Состав сельского поселения
В состав сельского поселения входит один населённый пункт — село Нижний Суэтук.

## Местное самоуправление
Нижнесуэтукский сельский Совет депутатов
Дата избрания: 14.03.2010. Срок полномочий: 5 лет. Количество депутатов: 10
Глава муниципального образования
- Решетняк Анатолий Михайлович. Дата избрания: 14.03.2010. Срок полномочий: 5 лет